# Dániel Eszes
Dániel Eszes (* 1. Juli 1999) ist ein ungarischer Hürdenläufer, der sich auf die 110-Meter-Distanz spezialisiert hat.

## Sportliche Laufbahn
Erste internationale Erfahrungen sammelte Dániel Eszes im Jahr 2016, als er bei den erstmals ausgetragenen Jugendeuropameisterschaften in Tiflis in 13,39 s die Goldmedaille über die niedrigeren U18-Hürden gewann. Im Jahr darauf schied er bei den U20-Europameisterschaften in Grosseto mit 14,29 s in der ersten Runde über 110 m Hürden hinaus und verpasste mit der ungarischen 4-mal-100-Meter-Staffel mit 41,10 s den Finaleinzug. Auch bei den U20-Weltmeisterschaften in Tampere mit 13,86 s im Vorlauf über die Hürden aus und verpasste mit der Staffel mit 40,84 s den Finaleinzug. 2019 wurde er bei den Europaspielen in Minsk in 14,26 s 18. und anschließend schied er bei den U23-Europameisterschaften in Gävle mit 28,54 s im Halbfinale aus. 2022 schied er bei den Europameisterschaften in München mit 14,25 s in der Vorrunde aus und im Jahr darauf schied er bei den Halleneuropameisterschaften in Istanbul mit 8,03 s im Vorlauf über 60 m Hürden aus. 2024 kam sie bei den Europameisterschaften in Rom mit 14,09 s nicht über die Vorrunde hinaus und im Jahr darauf schied er bei den Halleneuropameisterschaften in Apeldoorn mit 8,16 s im Vorlauf über 60 m Hürden aus. Anschließend schied er bei den Hallenweltmeisterschaften in Nanjing mit 8,07 s in der ersten Runde aus.
2017 wurde Eszes ungarischer Meister in der 4-mal-200-Meter-Staffel und 2025 wurde er Hallenmeister über 60 m Hürden.

## Persönliche Bestleistungen
- 110 m Hürden: 13,56 s (+1,6 m/s), 4. Juni 2022 in Budapest
  - 60 m Hürden (Halle): 7,76 s, 23. Februar 2025 in Nyíregyháza